# Hospital Universitario sede Saavedra
El Hospital Universitario sede Saavedra pertenece al Centro de Educación Médica e Investigaciones Clínicas "Norberto Quirno" (CEMIC), prepaga fundada en el año 1958.

## Ubicación
El centro se encuentra casi en la esquina de la Avenida Ruiz Huidobro con la Avenida Triunvirato en el barrio Saavedra de la Ciudad de Buenos Aires justo enfrente de la Plaza 1 de marzo de 1948 y del barrio "no oficial" Barrio Presidente Roque Sáenz Peña (uno de los 3 barrios no oficiales que se encuentran dentro del Barrio de Saavedra).

## Especialidades médicas
- Clínica Médica
- Cardiología
- Cirugía
- Ginecología
- Obstetricia
- Medicina Familiar
- Pediatría
- Neonatología
- Traumatología
- Unidad de Dolor Torácico
- Laboratorio
- Exámenes Complementarios.